# Mer belle à agitée

Mer belle à agitée est un téléfilm français réalisé par Pascal Chaumeil diffusé en 2006 sur France 3. Il dure 90 minutes.

## Synopsis
Chez les Bertignac, la construction navale est une affaire de famille. Laurent, le patron, emploie une quinzaine de personnes, parmi lesquelles son épouse Sabine. Celle-ci, architecte, prépare le lancement d'une nouvelle ligne de monocoques et a toutes les peines du monde à concilier vie professionnelle et familiale. Car Sabine et Laurent ont deux jeunes enfants, Babette, 10 ans, et Gaël, 8 ans. Retards récurrents pour récupérer les gamins à la sortie de l'école, succession d'expériences calamiteuses avec des baby-sitters, Sabine ne s'en sort plus. Pourtant, elle ne renoncerait pour rien au monde à son métier. Lorsqu'un commercial décroche un gros marché — la construction, en six mois à peine, d'un nouveau multicoque - —, la situation devient explosive. Les employés protestent ou démissionnent, et le couple se déchire : Sabine apprend par lettre recommandée la nouvelle de son licenciement...

## Fiche technique
- Réalisateur : Pascal Chaumeil
- Montage : Dominique Jolivet
- Scénario : David Pharao
- Producteur : Thierry Danou
- Musique : Franck Monnet
- Foormat : Film 16 mm - Couleur
- Langue : français
- Durée : 90 minutes
- Date de première diffusion : 2 septembre 2006 sur France 3

## Distribution
- Jean-Pierre Lorit : Laurent Bertignac
- Pascale Arbillot : Sabine Bertignac
- Gérard Hernandez : Albert
- Hervé Briaux : Joseph
- Rebecca Faura : Babette Bertignac
- Jean-Roch Pirot : Gaël Bertignac
- Erwan Creignou : Jérôme
- Thierry Godard : Jeannot
- Philippe Vieux : Georges
- Violaine Barret : Jeannine
- Isabelle Grare : Charlotte
- Sara Martins : l'inspectrice du travail